# Armstrong Motorworks
Armstrong Motorworks (auch Armstrong Motor Works geschrieben) war ein US-amerikanischer Hersteller von Automobilen.

## Unternehmensgeschichte
Das Unternehmen wurde etwa 1989 in Rancho Cucamonga in Kalifornien gegründet. Eine Anzeige vom 10. September 1989 ist überliefert. 1990 begann die Produktion von Automobilen. Der Markenname lautete Armstrong. Etwa 1991 endete die Produktion. Insgesamt entstanden mindestens zehn Fahrzeuge.
Eine Quelle gibt an, dass das Unternehmen später als Ryane Motorsports firmierte.

## Fahrzeuge
Im Angebot stand nur ein Modell, das je nach Quelle Titan oder Countach genannt wurde. Es war die Nachbildung eines Lamborghini Countach. Ein Gitterrahmen aus Stahl bildete die Basis. Darauf wurde eine geschlossene Karosserie aus Kunststoff montiert. Ein V8-Motor von Chevrolet trieb die Fahrzeuge an. Er hatte 5000 cm³ Hubraum. Eine Steigerung der Motorleistung war mittels Aufladung gegen Aufpreis möglich. Eine Quelle nennt einen Neupreis von 70.000 US-Dollar.
Die Fahrzeuge werden von mehreren Quellen als hochwertig beschrieben.